# Camponotus rotundinodis
Camponotus rotundinodis är en myrart som beskrevs av Santschi 1935. Camponotus rotundinodis ingår i släktet hästmyror, och familjen myror. Inga underarter finns listade.